# American Horror Story: Freak Show
American Horror Story: Freak Show es la cuarta temporada de la serie de televisión antológica de terror de FX, American Horror Story. Se estrenó el 8 de octubre de 2014, y finalizó el 21 de enero de 2015. La temporada está ubicada en Jupiter, Florida, en el año 1952 y cuenta la historia de uno de los últimos espectáculos de fenómenos en Estados Unidos.
Es la primera temporada en no ser totalmente antológica, dado que Lily Rabe, Naomi Grossman y John Cromwell repitieron sus roles de Mary Eunice, Pepper y el joven Dr. Arthur Arden de la segunda temporada, Asylum. Asimismo la cuarta temporada se ha conectado con la sexta temporada Roanoke y la séptima Cult, esto a través de una pequeña conexión con la familia Mott (Roanoke) y a través del personaje de Twisty (John Carroll Lynch) quien se ha vuelto en un personaje de cómics (Cult). Otros miembros de temporadas anteriores como Angela Bassett, Kathy Bates, Jamie Brewer, Frances Conroy, Grace Gummer, Danny Hutson, Jessica Lange, Denis O'Hare, Sarah Paulson, Evan Peters, Emma Roberts y Gabourey Sidibe forman parte de la temporada. Mare Winningham y Ben Woolf también regresan en la temporada. Además en la cuarta temporada se integran Wes Bentley, Michael Chiklis y Finn Wittrock.

## Trama
La historia transcurre en Jupiter, Florida en el año 1952. Elsa fue una mujer alemana que ofrecía sus servicios como dominatrix a la que drogaron y le quitaron las piernas en una película snuff. Massimo, un carpintero, le fabricó unas piernas nuevas tan convincentes, que Elsa pudo guardar su secreto. Mientras Massimo mataba los responsables (pero fue capturado por Hans Gruper, Arden de la segunda temporada), Elsa montó un circo de engendros, a quienes rescataba de la calle, en el cual ella  es la estrella principal, aparentando no tener ninguna discapacidad. 
Entre los fenómenos destacan: Ethel, mujer barbuda y Jimmy, el hijo de esta, con manos de langosta. Otros secundarios son Paul (hombre foca), Amazon Eve, Ma Petite (quien es presentada como la mujer más pequeña del mundo), Suzie, Toulose y Pepper (que también aparece como un personaje secundario en la segunda temporada)... El circo recibe a la pareja de Dell y Desiree. Dell, un hombre forzudo, resulta ser el padre de Jimmy. Desiree es una mujer con tres pechos. También reciben a las siamesas Bette y Dot. Dot es más seria y responsable mientras que Bette es inocente y soñadora. Dot muestra interés en Jimmy.
Stanley y Maggie son dos timadores que llegan al circo con el fin de matarlos y llevarlos a un museo para ganar dinero. Maggie se hace pasar por adivina y se enamora de Jimmy. Stanley se hace pasar por un representante de una cadena que ofrece un show a Elsa.
Mientras tanto, la ciudad de Júpiter es acosada por Twisty, un antiguo payaso que secuestra a niños (matando a los padres) para que sean su público. 
Dandy es un joven pijo y caprichoso que desea ser artista. Su madre, Gloria, cumple todos sus caprichos. Dandy conoce a Twisty y le ayuda. 
Edward Mordake fue un engendro que aparece cuando uno actúa en Halloween, llevándoselo con él. Después de aparecerse a varios personajes, mata y se lleva a Twisty. 
Elsa, envidiosa de la atención de las siamesas, se las vende a Dandy. Bette se enamora de Dandy pero gracias a los otros engendros ve la realidad y vuelven al circo. Stanley descubre que Dell es homosexual y lo chantajea haciéndole que mate a Ma Petite. Ethel se dispone a matar a Elsa al creerla la asesina de Ma Petite (y también porque estaba harta de ella), pero Elsa la mata a ella. Jimmy tras la muerte de su madre (no sabe que ha sido Elsa) y ser rechazado por la sociedad, cae en el alcohol y rechaza a Maggie. Se lía con Bárbara, un engendro nuevo con obesidad mórbida. Desiree se enamora de uno de los clientes. Paul comienza una relación con Penny, una joven normal pero cuyo su padre la transforma en un engendro al tatuarla y raparle parte del pelo. Bette y Dot tienen discusiones pero al final hacen las paces y por primera vez, están contentas con su condición de siamesas. 
Tras la muerte de Twisty, Dandy se convierte en un psicópata y mata a varias personas, entre ellas, a su madre, Gloria. La policía encierra a Jimmy al creerle el asesino en una fiesta (en realidad fue Dandy). Pepper es llevada a casa de su hermana (luego sería enviada a Briarcliff). Stanley le corta las manos de langosta a Jimmy para tener dinero y pagar un abogado (pero obviamente era para el museo). Dell y Amazon Eve lo rescatan de la cárcel. Maggie se arrepiente y le cuenta a los fenómenos el plan de Stanley. Elsa mata a Dell al conocer que él era el asesino de Ma Petite. 
Aparece Chester, un mago que mató a su antigua esposa por petición de su muñeca "viva", Marjorie. Chester le compra el circo a Elsa ya que ella se iba a ir para hacer el reality de Stanley (aunque era mentira) Los fenómenos torturan horriblemente a Stanley al conocer la verdad. Bette y Dot se enamoran de Chester pero Dandy les desvela su pasado. Chester quería hacer un truco con las siamesas pero éstas se niegan. Se ofrece Maggie y es asesinada gracias a la locura de Chester. Chester se entrega a la policía por matar a Marjorie. Elsa recupera el circo. Massimo vuelve y le construye unas manos a Jimmy.
Al enterarse de que Elsa mató a Ethel, los engendros planean matarla. Bette y Dot, en agradecimiento, la avisan para que se vaya. Elsa se va y para que siga el negocio, se lo vende a Dandy. Sin embargo, los engendros tienen una discusión y dimiten. Dandy, enfadado, provoca una masacre y mata a todos: Paul, Penny, Suzie, Bárbara, Toulose, Amazon Eve... También secuestra a Bette y Dot. Desiree y Jimmy, únicos supervivientes, van a por él. Bette y Dot se casan con Dandy y fingen estar felices hasta que es asesinado con un truco (saboteado para que muriera) por Jimmy, Desiree, Bette y Dot.
Años más tarde, Elsa se casó con el vicepresidente de una importante cadena y saltó a la fama con su propio programa. Sin embargo, Elsa no es feliz. Massimo aparece en su casa y Elsa quiere fugarse con él pero el venía para decirle que le quedaba poco más de un mes de vida. La carrera de Elsa se iba a derrumbar ya que iban a publicar su pasado obsceno. Elsa decide hacer un especial de Halloween en su programa para que vuelva a aparecer Edward Mordake y se la lleve. Mientras éste se aproxima y ella canta, se ve que Desiree pudo convertirse en una mujer normal y tener una familia con el que conoció en el circo. Jimmy se casó con Bette y Dot, quienes están embarazadas.
Al final, Edward mata a Elsa pero ella, en vez de quedarse con él para la eternidad, aparece en el circo de nuevo. Allí, Ethel le perdona que la haya matado diciéndole que "fue su papel". Elsa comprende que ha ido al cielo, y el circo es donde realmente estaba feliz.

## Elenco
| - Sarah Paulson como Bette y Dot Tattler (12 episodios) - Evan Peters como Jimmy Darling (13 episodios) - Michael Chiklis como Wendell "Dell" Toledo (9 episodios) - Frances Conroy como Gloria Mott (8 episodios) - Denis O'Hare como Stanley "Stan" Spencer (10 episodios) - Emma Roberts como Maggie "Esmeralda" (10 episodios) - Finn Wittrock como Dandy Mott (12 episodios) - Angela Bassett como Desiree Dupree (11 episodios) - Kathy Bates como Ethel Darling (10 episodios) - Jessica Lange como Elsa Mars (13 episodios) - Naomi Grossman como Pepper (10 episodios) - Grace Gummer como Penny / La Mujer Lagarto (5 episodios) - John Carroll Lynch como Twisty (4 episodios) - Chrissy Metz como Barbara/Ima Wiggles (4 episodios) - Skyler Samuels como Bonnie Lipton (4 episodios) - Patti LaBelle como Dora (4 episodios) - Lee Tergesen como Vince (3 episodios) - Malcolm-Jamal Warner como Angus T. Jefferson (2 episodios) - Jamie Brewer como Marjorie (2 episodios) - Angela Sarafyan como Alice (2 episodios) - Mare Winningham como Rita Gayheart (1 episodios) - Matthew Glave como Larry Gayheart (1 episodio) - David Burtka como Michael Beck (1 episodios) | - Celia Weston como Lillian Hemmings (5 episodios) - Wes Bentley como Edward Mordake (3 episodios) - Gabourey Sidibe como Regina Ross (3 episodios) - Danny Huston como Massimo Dolcefino (3 episodios) - Neil Patrick Harris como Chester Creb (2 episodios) - Matt Bomer como Andy (2 episodios) - Lily Rabe como la Hermana Mary Eunice McKee (1 episodio) - Erika Ervin como Amazon Eve (12 episodios) - Mat Fraser como Paul La Foca Ilustrada (12 episodios) - Jyoti Amge como Ma Petite (12 episodios) - Rose Siggins como Legless Suzi (11 episodios) - Christopher Neiman como Salty (9 episodios) - Drew Rin Varick como Toulouse (8 episodios) - Major Dodson como Corey Bachman (4 episodios) - P.J. Marshall como el Detective Colquitt (4 episodios) - Ben Woolf como Meep (3 episodios) - Jerry Leggio como el Dr. Bonham (2 episodios) - Shauna Rappold es Lucy Creb (2 episodios) |

## Episodios
| N.º en serie | N.º en temp. | Título                                                       | Dirigido por        | Escrito por                | Fecha de emisión original | Código de prod. | Audiencia (millones) |
| --- | ------------ | ------------------------------------------------------------ | ------------------- | -------------------------- | ------------------------- | --------------- | -------------------- |
| 39 | 1            | «Monsters Among Us» «Monstruos entre nosotros»               | Ryan Murphy         | Ryan Murphy & Brad Falchuk | 8 de octubre de 2014      | 4ATS01          | 6,13                 |
| En Jupiter, Florida, 1952. Las gemelas que comparten el mismo cuerpo Bette y Dot Tattler (Sarah Paulson) son llevadas al hospital luego de que un lechero las encuentra lesionadas en su casa, cerca de su madre brutalmente asesinada. Las noticias sobre la existencia de las gemelas se difunden, haciendo que la líder y dueña del show local de fenómenos Elsa Mars (Jessica Lange) intente reclutarlas para que se unan a su grupo de fenómenos. Las gemelas aceptan y se mudan con el grupo de fenómenos de Elsa, que incluye a Jimmy Darling (Evan Peters) quien tiene sindactilia y su madre Ethel Darling (Kathy Bates) una dama con barba. Mientras, Twisty (John Carroll Lynch) un payaso asesino, mata al novio de una chica adolescente mientras están en un pícnic y a los padres de un niño dentro de su casa, encerrando al niño y la chica adolescente en un viejo bus en medio del bosque. Cuando un oficial de policía aparece e intenta arrestar a Bette y Dot por el asesinato de su madre, Jimmy asesina al hombre por llamarlos "fenómenos" y luego con el resto, entierran el cuerpo. A la primera presentación de Bette y Dot como "Las Gemelas Siamesas", solo asisten dos personas: Gloria Mott (Frances Conroy) y su hijo Dandy (Finn Wittrock), quienes compran todos los asientos por la presentación de esa noche. Dandy intenta negociar con Elsa sobre comprar a las gemelas, pero ellas no aceptan. Elsa le dice a Ethel que trajo a las gemelas para recibir más atención para el show y para aumentar su propia fama. Cuando Elsa se prepara para dormir, es revelado que está amputada de las rodillas para abajo. |              |                                                              |                     |                            |                           |                 |                      |
| 40 | 2            | «Massacres and Matinees» «Masacres y matinés»                | Alfonso Gómez-Rejon | Tim Minear                 | 15 de octubre de 2014     | 4ATS02          | 4,53                 |
| La policía llega al show de fenómenos para investigar la desaparición de su colega, y para informar a Elsa sobre un nuevo toque de queda debido a la serie de asesinatos ocurridos en el condado. Mientras, el hombre fuerte del mundo del espectáculo Dell Toledo (Michael Chiklis), el padre de Jimmy, y su esposa presuntamente hermafrodita de tres senos Desiree Dupree (Angela Bassett) llegan a formar parte del espectáculo de Elsa, nombrando a Dell como el jefe de seguridad, pero ella pronto se da cuenta el error que ha sido esto, luego de que programe una matinée contra sus órdenes. Jimmy está cansado de ser tratado como un fenómeno y permanecer oculto de las demás personas, entonces decide ir a comer a la cafetería del pueblo acompañado de algunos de sus compañeros de trabajo. En el sitio, las personas presentes se sienten incómodas con la presencia de los freak y en el momento que están ordenando la comida llega Dell y discute con Jimmy por estar en ese sitio y le dice que acaba de dar un show gratis por dejarse ver fuera de la carpa del espectáculo, luego tienen una violenta pelea fuera de la cafetería. Más tarde llegan unos policías al campamento con una orden de cateo para buscar evidencia sobre la desaparición del detective de policía, dicen que recibieron una llamada anónima donde se incrimina a Dell, entran en su remolque y no encuentran nada, luego entran en el de Meep (Ben Woolf) y consiguen la placa del detective. Se da a entender que Jimmy quiso inculpar a Dell pero éste lo descubre y por eso involucan a Meep siendo inocente. En la cárcel los presos matan a Meep, luego en la noche el cuerpo de Meep es arrojado desde una camioneta en la entrada del show, los fenómenos se reúnen alrededor y lloran. Por otra parte, Dandy desea unirse al show, pero luego de insultar accidentalmente a Jimmy, este es rechazado. Gloria, para animarlo, contrata a Twisty quien golpea a Dandy por mirar dentro de su bolsa. Dandy sigue a Twisty al bosque donde el payaso mantiene aún sus rehenes quienes tratan de escapar, pero que Dandy ayuda a capturar nuevamente. |              |                                                              |                     |                            |                           |                 |                      |
| 41 | 3            | «Edward Mordrake (Part 1)» «Edward Mordrake (Parte 1)»       | Michael Uppendahl   | James Wong                 | 22 de octubre de 2014     | 4ATS03          | 4,44                 |
| El show de fenómenos recibe a una joven clarividente y adivina, llamada Maggie Esmeralda (Emma Roberts) quien le dice a Elsa que su fama va a comenzar y que conocerá a un hombre elegante que la llevará a la fama pronto. Sin embargo, Maggie es una estafadora, que trabaja con un hombre llamado Stanley (Denis O'Hare), quien está determinado a encontrar y disecar a un fenómeno para venderlo en un museo. Ethel descubre que tiene cirrosis en el hígado y que le queda menos de año de vida. Ethel le pide a Dell que vigile a Jimmy luego de su muerte. Dandy empieza a obsesionarse con Twisty, y va a pedir dulce o truco disfrazado con un disfraz hecho en casa de Twisty. Después de tratar de matar a su mucama Dora (Patti LaBelle) sin éxito, vuelve al bosque con Twisty y atormenta a los niños capturados. Twisty acosa a una familia con una niña que le tiene miedo a los payasos y secuestra a su hermano adolescente. Mientras, los fenómenos se rehúsan a presentarse en Halloween debido a una superstición acerca de un freak inglés llamado Edward Mordrake (Wes Bentley) que tiene una cara en la parte posterior de su cabeza, que le habla y lo atormenta. La leyenda cuenta que si se presentan en Halloween, el espíritu aparecerá y se llevará un alma con él. Elsa, negándose a creer eso, practica en el escenario y Edward Mordrake aparece en medio de su presentación. Edward comienza su búsqueda de un alma oyendo la triste historia de Ethel. Luego de escucharla, Edward sigue las instrucciones del rostro, que le dice que ella no es la indicada, ya que la persona tiene que haber sido malvada en su vida. |              |                                                              |                     |                            |                           |                 |                      |
| 42 | 4            | «Edward Mordrake (Part 2)» «Edward Mordrake (Parte 2)»       | Howard Deutch       | Jennifer Salt              | 29 de octubre de 2014     | 4ATS04          | 4,51                 |
| Mientras Mordrake continúa la búsqueda de un nuevo fenómeno, descubre el pasado de Suzi (Rose Siggins), de Paul (Mat Fraser) y de Elsa. Luego de revivir su historia, Elsa ruega a Mordrake que la lleve con él. Cuando Mordrake estaba a punto de cumplirlo es distraído por una música y la deja a solas. Mientras, Jimmy y Maggie se adentran en el bosque para evitar ser arrestados por violar el toque de queda, pero se encuentran con el lugar donde vive Twisty y liberan a los niños que este tenía secuestrado. Mordrake encuentra a Twisty, y el payaso asesino revela su historia. Twisty fue intimidado por los fenómenos de un show en el que el trabajaba por celos de su popularidad entre los niños y fue forzado a huir luego de ser engañado sobre la policía queriéndolo arrestar por el abuso de menores. Cayendo en un pozo de desesperación y rechazo por parte de los ciudadanos, Twisty intenta suicidarse, solo obteniendo una desfiguración facial horripilante como resultado. Después de varios intentos fallidos, se vuelve trastornado y secuestra a niños por audiencia. Mordrake, viendo el dolor y la pena que Twisty ha sufrido, lo mata y lo adopta en su grupo espiritual. Dandy recoge la máscara de Twisty y regresa a casa, matando a Dora. Cuando el pueblo se entera de que Twisty ha muerto, el toque de queda se levanta, y muchos ciudadanos visitan el show de fenómenos para agradecer a Jimmy. Elsa anuncia su gran estreno del show al pueblo. Sin embargo, Stanley llega y actúa como un agente de Hollywood llamando la atención de Elsa. |              |                                                              |                     |                            |                           |                 |                      |
| 43 | 5            | «Pink Cupcakes» «Cupcakes rosas»                             | Michael Uppendahl   | Jessica Sharzer            | 5 de noviembre de 2014    | 4ATS05          | 4,22                 |
| Stanley intenta matar, sin éxito, a Bette y Dott haciéndolas comer pastelitos rosados envenenados. Él comienza a tratar con Elsa haciendo ofertas sobre su posible aparición en televisión y sobre tener su propio programa. Maggie intenta llevar a Jimmy lejos, temiendo que Stanley pueda asesinarlo. Dell no se encuentra en ningún lado y Jimmy es enviado a buscarlo. Jimmy solo encuentra a Desiree borracha y Jimmy empieza a complacerla con sus manos, pero Desiree grita y comienza a sangrar por su vagina. Ethel la lleva al hospital, donde es informada de que tuvo un aborto. El doctor también revela que es totalmente una mujer con un clítoris agrandado. Dandy visita un bar gay en cazaría de una nueva víctima, donde Dell se encuentra con su amante habitual Andy (Matt Bomer), los dos tienen una pelea y Dell se va. Dandy encuentra a Andy y los dos van al refugio de Twisty, donde Dandy lo mata. Gloria recibe una llamada de la hija de Dora, Regina Ross (Gabourey Sidibe), quien desea hablar con su madre. Gloria miente y dice que no podrá contactar a su madre por un tiempo. Desiree informa a Dell de que ella puede tener hijos y de que es una verdadera mujer, y le dice que sabe que es el verdadero padre de Jimmy. Ella lo deja y se muda con Ethel. Dell, enterado de la operación de Desiree, va a la oficina del doctor y le rompe los dedos. Elsa ve a Stanley llevando a las gemelas de pícnic, lo que la pone celosa y furiosa. Luego ella les miente y les dice que las lleva a un lugar adecuado, pero en realidad las lleva directo a la mansión de Gloria y Dandy. |              |                                                              |                     |                            |                           |                 |                      |
| 44 | 6            | «Bullseye» «Justo en el blanco»                              | Howard Deutch       | John J. Gray               | 12 de noviembre de 2014   | 4ATS06          | 3,65                 |
| Elsa trae una vieja rueda giratoria y comienza a practicar tirando dagas para su nuevo programa de televisión. Después de acostarse con Paul, Elsa se pone celosa dado que él tiene una aventura con Penny (Grace Gummer) a sus espaldas. La noche de su fiesta de cumpleaños, Elsa ve la desconfianza de los fenómenos acerca de que si ella tuvo algo que ver con la desaparición de Bette y Dot. Para probar su lealtad, Elsa demanda que uno de ellos sea atado a la rueda giratoria mientras ella hace su rutina. Paul de mala gana se ofrece como voluntario, y luego de dos fallas, Elsa a propósito le da en el estómago, y se rehusó a llamar a un médico. En la mansión, Dandy declara su amor por las gemelas y le dice a Gloria que quiere casarse con ellas. Dot descubre la historia de unos gemelos unidos que fueron separados por primera vez y se da cuenta de que Dandy fácilmente podría pagar la cirugía. Stanley presiona a Maggie para que lleve a Jimmy a un granero y matarlo. No queriendo hacer eso, lleva a Ma Petite (Jyoti Amge) pero se da cuenta de que no puede asesinarla. Stanley la confronta agresivamente, diciendo que necesitan las manos de Jimmy sin importar nada. Dandy le dice a Bette y Dot que compartan sus secretos con él, diciéndoles que él fue quien salvo a los niños que Twisty mantenía secuestrados. Ella se niega a decirle un secreto y lo llama mentiroso. Dandy lee el diario de Dot y se da cuenta de que nunca podrá realmente sentir amor. Admite ante Gloria que su único propósito en la tierra es traer muerte. El timbre suena y Gloria sigue a Dandy a la puerta, donde encuentran a Jimmy. Dandy lo saluda y le dice que ha venido por las gemelas. |              |                                                              |                     |                            |                           |                 |                      |
| 45 | 7            | «Test of Strength» «Prueba de fuerza»                        | Anthony Hemingway   | Crystal Liu                | 19 de noviembre de 2014   | 4ATS07          | 3,91                 |
| Un comentario hecho por Dandy, hace que Jimmy se de cuenta que él era el segundo payaso con máscara que capturó a los niños, y el que iba a cortar a Maggie por la mitad. Las gemelas dejan a Dandy luego de que se entera de que el leyó su diario y regresan al show de fenómenos. Jimmy confronta a Elsa por vender a las gemelas, pero ella dice que él la incomprendió. Penny, después de estar con Paul, regresa a casa para decirle a su padre que se mudara, pero él la golpea y hace que le tatúen toda su cara y que le de una legua bífida, haciéndola el fenómeno que ella quiere ser. Mientras, Stanley ve a Dell en el bar gay y lo amenaza con exponerlo a los fenómenos a menos de que le lleve el cuerpo de algún fenómeno. Intentando matar a Amazon Eve (Erika Ervin), subestima su tamaño y fuerza, y es golpeado por ella. Las mujeres del show asumen que Dell intentaba violar a Eve, se unen e intentan matarlo pero Jimmy las detiene, se lleva a Dell por un trago y discuten su violenta actitud. Dell intenta golpear a un Jimmy borracho en la cabeza con un ladrillo, pero no puede hacerlo. Jimmy le dice a Dell que él sabe que es su padre y se enlazan. Dell va a la caravana de Ma Petite, la abraza hasta que la aplasta, rompiendo su espina. Él le da el cuerpo a Stanley quien lo vende a Lillian Hemmings (Celia Weston), donde Ma Petite es exhibida en un frasco. |              |                                                              |                     |                            |                           |                 |                      |
| 46 | 8            | «Blood Bath» «Baño de sangre»                                | Bradley Buecker     | Ryan Murphy                | 3 de diciembre de 2014    | 4ATS08          | 3,30                 |
| El vestido ensangrentado de Ma Petite es encontrado juntos a unos huesos, y el grupo asume que ha sido comida por un animal salvaje. Ethel acusa a Elsa de matar a Ma Petite por robarle su público. Con su relación desgarrada, Ethel le dispara a Elsa en una de sus piernas, lo que hace que se sorprenda por las piernas falsas de Elsa. Ella revela que fue llevada del cuarto donde grabaron la película snuff en Alemania, hacia Massimo Dolcefino (Danny Huston), un experto en prótesis, quien hace piernas de madera para ella. Antes de que Ethel le dispare a Elsa en la cabeza, esta le lanza un cuchillo a la cabeza de Ethel, matándola. Con la ayuda de Stanley, Elsa planea un suicidio para Ethel donde cocha un auto contra un árbol, con una cadena alrededor de su cuello, decapitandola. Jimmy cae en un pozo de desesperación, aparta a Maggie de él y cae en los brazos de un nuevo miembro del grupo, una mujer con obesidad mórbida, Ima Wiggles (Chrissy Metz). Luego del funeral de Ethel, Amazon Eve, Desiree, Peny y Suzi planean una venganza contra el padre de Penny. Ellas lo amarran, lo llenan de alquitrán y plumas. antes de mutilarlo Maggie oye sus gritos y ruega para que no lo hagan. Penny lo deja ir y lo destierra de su vida. Mientras, Regina va a la casa de los Mott, para investigar la desaparición de su madre y se rehúsa a irse sin verla. Dandy es engañado por Gloria para que vea a un sicólogo. Dandy enfurece cuando se da cuenta de lo que está pasando y que su madre piense que debería ser institucionalizado. Regresando a la casa, Dandy le dispara a Gloria en la cabeza y se baña en su sangre. |              |                                                              |                     |                            |                           |                 |                      |
| 47 | 9            | «Tupperware Party Massacre» «Masacre en la fiesta de Tupper» | Loni Peristere      | Brad Falchuk               | 10 de diciembre de 2014   | 4ATS09          | 3,07                 |
| Después de matar a su madre, Dandy visita a Esmeralda para una lectura. Maggie le asegura a Dandy que todo va a estar bien, que tal vez habría algunos problemas en el futuro, pero que el prevalecería. Mas confiado que nunca, Dandy continua su espeluznante trabajo, pero es detenido por un Jimmy extremadamente borracho. Jimmy acusa a Dandy de tener algo que ver con la desaparición de las gemelas y lo amenaza, sabiendo que él era parte de los payasos asesinos. Dandy promete venganza contra Jimmy por haberse llevado a Bette y Dot. Elsa y Stanley se llevan a las gemelas al granero con la escusa de que los ciudadanos han hecho un alboroto y que estarán seguras ahí, hasta que un doctor llegue y les haga una cirugía para separarlas. Las gemelas se dan cuenta de que no vale la pena tener vidas separadas si una de ellas muere en el intento y deciden no tener la cirugía. Con la verdad sobre su sexualidad y el remordimiento de la muerte de Ma Petite, Dell intentar ahorcarse, pero es salvado por Desiree. Jimmy tiene una alucinación de Ethel, quien le dice que supere su muerte y siga adelante. Dandy mata a un grupo de mujeres, excavando sus ojos, y dejándolas flotando en la piscina. Dandy deja escapar a Regina, pero ella regresa con el Detective Colquitt (P.J. Marshall). Dandy declara su fortuna y promete al detective un millón de dólares si mata a Regina; quien lo hace disparándole en la cabeza. Dot declara su amor por Jimmy, pero él las rechaza diciendo que está enamorado de alguien más. Jimmy es arrestado por el asesinato de las mujeres. |              |                                                              |                     |                            |                           |                 |                      |
| 48 | 10           | «Orphans» «Huérfanos»                                        | Bradley Buecker     | James Wong                 | 17 de diciembre de 2014   | 4ATS10          | 2,99                 |
| Pepper (Naomi Grossman) se ve destrozada al encontrar a Salty (Christopher Neiman) muerto. Desiree se entera del origen del show de fenómenos. Elsa, notando que los fenómenos no eran tratados como deberían ser, decide hacer un negocio y una familia con ellos. Pepper fue la primera en unirse, después de encontrarla en un orfanato. Elsa reclutan a Ma Petite y a Salty, para que actuaran como la hija de Pepper y su esposo. Dado que ambos han muerto, Desiree sugiere regresar a Pepper con su hermana mayor. Stanley se hace cargo del cuerpo de Salty, este le corta la cabeza y la vende al museo. Maggie, borracha, confiesa a Desiree que ella y Stanley son estafadores. Bette y Dot intentan convencer a Maggie de ayudar a Jimmy consiguiendo un abogado con el dinero que han ahorrado para la cirugía, pero Stanley va primero donde Jimmy, sugiriendo otra manera de conseguir dinero. Maggie y Desiree visitan el museo, donde Desiree se sorprende al encontrar a Ma Petite y Salty donde también encuentran un par de manos que supuestamente pertenecen a Jimmy. Elsa localiza a la hermana de Pepper, Rita (Mare Winningham), y la convence de llevarse a Pepper. Diez años después Rita da a luz a un niño deforme y su esposo le convence de culpar a Pepper por el asesinato del niño, llevándola al Asilo Briarcliff. La Hermana Mary Eunice (Lily Rabe) ve un poco de remordimiento en sus ojos y la deja trabajando en la biblioteca del lugar acomodando revistas, donde encuentra una revista con Elsa en la portada, quien al fin había conseguido la fama que tanto deseaba. |              |                                                              |                     |                            |                           |                 |                      |
| 49 | 11           | «Magical Thinking» «Pensamientos mágicos»                    | Michael Goi         | Jennifer Salt              | 7 de enero de 2015        | 4ATS11          | 3,11                 |
| Stanley logra sacar a Jimmy de prisión y le corta sus manos de langosta, dejándolo abandonado en un hospital. Bette y Dot se dan cuenta de que pertenecen al show de fenómenos, y comienzan a buscar una pareja. Chester (Neil Patrick Harris), un mago y vendedor de camaleones desea unirse al show de espectáculos y Elsa lo contrata para encargarse de la contabilidad del espectáculo. Chester carga con una muñeca llamada Marjorie (Jamie Brewer), con quien puede comunicarse. Bette y Dot ayudan a Chester a realizar su espectáculo de magia mientras que Elsa está pensando en venderle el show de fenómenos al mago. Dell y Amazon Eve se alían para rescatar a Jimmy del hospital antes de que sea devuelto a prisión, esto causa que los policías lleguen al campamento en búsqueda de Jimmy. Dandy descubre que las gemelas están manteniendo una relación con Chester y en venganza secuestra a Marjorie diciéndole a Chester que ella está realmente enojada con él por la relación que está teniendo con Bette y Dot. Dandy descubre que Marjorie asesinó a la esposa de Chester y a su amiga años atrás. Desiree hace que Dell cuente la verdad sobre la muerte de Ma Petite mientras que Maggie le muestra el frasco con el cuerpo de Ma Petite a Elsa, quien mata a Dell disparándole en la cabeza. |              |                                                              |                     |                            |                           |                 |                      |
| 50 | 12           | «Show Stoppers» «Una actuación brillante»                    | Loni Peristere      | Jessica Sharzer            | 15 de enero de 2015       | 4ATS12          | 2,94                 |
| Stanley asiste a una cena con los fenómenos donde Elsa nombra a Chester como el nuevo dueño del espectáculo. Ella y el resto de los fenómenos descubren la verdad detrás de Stanley y es asesinado a cuchilladas. Elsa intenta convencer a Jimmy que se deje cuidar por Maggie pero él se niega a perdonarla por ayudar a Stanley. Bette y Dot mantienen su relación con Chester, poniendo a Marjorie celosa y recordándole a Chester que fue él quien mató a su esposa y trata de que haga lo mismo con las gemelas. Los fenómenos se dan cuenta de que Elsa mató a Ethel y deciden hacer lo mismo con ella. Elsa hace que Massimo construya un nuevo par de manos para Jimmy. Massimo cuenta que el doctor Hans Gruber (John Cromwell) es quien estuvo detrás de la amputación de las piernas de Elsa. Las gemelas se niegan a formar parte del truco de magia de Chester luego que Dandy les contara que es un asesino. Maggie toma su lugar y Chester la corta por la mitad, dándole muerte. Amazon Eve le cuenta a Jimmy que Maggie está muerta y que Elsa será la siguiente, pero esta logra escapar gracias al aviso previo de las gemelas. Elsa le vende el campamento a Dandy, quien se vuelve el nuevo dueño del lugar. Massimo le entrega sus nuevas manos a Jimmy, con los dedos unidos como las originales. |              |                                                              |                     |                            |                           |                 |                      |
| 51 | 13           | «Curtain Call» «Última llamada a escena»                     | Bradley Buecker     | John J. Gray               | 21 de enero de 2015       | 4ATS13          | 3,27                 |
| Dandy culpa a los fenómenos por la falta de entradas vendidas. Estos, hartos de la actitud de su nuevo jefe, abandonan el espectáculo. En venganza, él comienza una masacre en el campamento matando a la mayoría de los fenómenos, siendo Desiree la única sobreviviente. Jimmy regresa al campamento en búsqueda de comida y descubre a todos los fenómenos apilados a lo largo del escenario. Dandy secuestra a Bette y Dot y luego se casa con ellas. En medio de una cena, Dandy es drogado, Jimmy y Desiree rescatan a las gemelas y vuelven al campamento con Dandy, quien es amarrado en una caja de escape transparente. La caja comienza a llenarse de agua y Dandy muere ahogado mientras Bette, Dot, Jimmy y Desiree observan. Mientras tanto, Elsa llega a Hollywood donde conoce al vicepresidente de casting de la estación WBN, Michael Beck (David Burtka). En 1960, Elsa es famosa y está casada con Michael, quien insiste que realice un show en halloween. El presidente de la cadena le informa a Elsa que han descubierto sus películas donde es torturada, lo cual arruinará su carrera. El presidente de la cadena también le informa que descubrieron una fosa con los cuerpos de los fenómenos en Júpiter. Elsa decide actuar la noche de halloween, donde se descubre que Desiree está casada y es madre de dos pequeños mientras que Jimmy se ha casado con las gemelas y esperan un hijo. En medio de su presentación, Edward Mordake, Twisty y el resto de los espíritus vienen en su búsqueda. Luego de matarla, Elsa aparece en el show de fenómenos, donde es recibida por Ethel y el resto de los fenómenos. Ethel dice que es bienvenida y que tiene que prepararse para el espectáculo. Al momento de presentar, Elsa recibe una gran ovación de pie y se da cuenta, que finalmente ha encontrado la felicidad y la fama que buscaba. |              |                                                              |                     |                            |                           |                 |                      |

## Producción

### Desarrollo
El 6 de noviembre del 2013 FX anuncio la renovación de la serie para una cuarta temporada, conformada nuevamente por 13 episodios. El cocreador y productor ejecutivo de la serie, Samuel Bayer comento que la temporada se filmará de nuevo en Nueva Orleands o en Santa Fe, además de comentar que una pista sobre el argumento de la misma podría estar incluida en el último episodio de la tercera temporada.
Ryan Murphy ha descrito el nuevo personaje de Lange como una figura de Marlene Dietrich, basada en una famosa actriz y cantante alemana. Aunque muchos rumores entre los seguidores y críticos de la serie, señalan que la trama de la temporada podría estar ubicada en un circo/carnaval errante, Murphy desmintió eso en una entrevista con EW: "Ví esos pósteres. No sé de donde sacaron esa idea. A veces creo que las personas desean que hagamos temas y pósteres para los fanes. Nadie ha adivinado lo que es".
El 17 de marzo, Douglas Petrie uno de los guionistas de la serie confirmó oficialmente en una entrevista que el tema de la cuarta temporada efectivamente estará basado en una feria: "No tiene título todavía, muy cercano, pero esa es la idea". El 24 de marzo, Ryan Murphy, creador de la serie, anunció a través de su cuenta de Twitter que el título de la cuarta temporada será "Freak Show".

### Casting
Jessica Lange fue la primera en anunciar su regreso por cuarta y última ocasión en la próxima entrega. Por su parte Sarah Paulson confirmó en entrevistas posteriores su optimismo por regresar a la serie en la nueva temporada: "Sé lo que tiene en mente para mi (Murphy), espero que eso pase porque podría ser una de las cosas más emocionantes que he hecho." Murphy se ha mostrado abierto a la posibilidad de integrar a su acostumbrado elenco, notando sobre todo una vista en un potencial regreso de Kathy Bates y Angela Bassett. Poco después de confirmarse el título de la temporada, los actores Evan Peters, Kathy Bates, Angela Bassett y Frances Conroy fueron confirmados en el elenco de la temporada. También se hizo mención de que Emma Roberts y Denis O'Hare se encontraban en negociaciones para unirse al elenco.
Algunos días antes de la confirmación del tema de la temporada, la actriz Lea Michele, protagonista de otra de las series creadas por Ryan Murphy: Glee, ha expresado su interés en participar en la nueva temporada: "Podría estelarizar un spin-off de Glee, a menos que quiera ponerme en American Horror Story. Ya se cual es el tema del próximo año, y cuentan conmigo. Así que, sí él va a tenerme... al menos, tal vez por un episodio. Comencemos esa campaña".
Durante la PaleyFest de 2014, Ryan Murphy confirmó la aparición en la serie de todos los actores que se encontraban allí en aquel momento (los ya anteriormente confirmados Evan Peters, Angela Bassett, Frances Conroy y Kathy Bates, y también Emma Roberts, Sarah Paulson, Denis O'Hare, Gabourey Sidibe y Jamie Brewer). También reconoció que volverían algunos actores de la primera temporada, y anunció la unión al elenco de Michael Chiklis, que encarnaría al padre del personaje de Evan Peters y al exmarido del personaje de Kathy Bates.
A principios de julio se confirmó que el actor Wes Bentley, fue contratado para aparecer en el episodio especial doble centrado en Halloween como Eddie. Poco después Ryan Murphy respondió en su Twitter que había escrito un papel en la temporada pensando en integrar al actor Neil Patrick Harris en el elenco de la serie. Eventualmente a finales de octubre se confirmó que Harris junto a su esposo David Burtka aparecerían oficialmente en la serie. Harris aparecerá para el decimoprimero y decimosegundo episodio de la serie, mientras que Burtka tendrá una aparición para el final de temporada.
Durante la Cómic-Con de San Diego de 2014, se dio a conocer que John Carroll Lynch se unió al elenco para interpretar al villano de la temporada, así mismo, fueron anunciados los nombres de los personajes principales. El 11 de agosto se dio a conocer que Patti LaBelle fue contratada para interpretar a la madre del personaje de Gabourey Sidibe. El 13 agosto se dio a conocer que Jyoti Amge, quien es considerada la mujer más pequeña del mundo por el Libro Guinness de los récords también participaría en la serie, después de que Ryan Murphy compartiera una foto en Twitter donde Amge aparece junto a Jessica Lange. El 24 de agosto fue confirmado que Matthew Bomer será invitado en uno de los episodios, con un personaje "muy deformado", según palabras de Muprhy, creador de la serie.
A principios de septiembre se realizó un reportaje donde se obtuvieron más detalles de los roles de algunos miembros del reparto: Dennis O'Hare interpreta a un artista adjunto del show junto con el personaje de Emma Roberts, Conroy interpreta a una mujer local que es la madre del personaje de Wittrock, quien desea unirse al show de fenómenos. Mientras que Sidibe será una socialité que regresa a su ciudad natal a investigar la desaparición de su madre. En un reportaje de Entertainment Weekly, Murphy reveló que el personaje de Asylum Pepper regresaría para la nueva temporada, diciendo: "Ella está en esta temporada". En el mismo reportaje, el creador de la serie confirmó que Pepper es el mismo personaje visto en Asylum volviéndola el primer personaje en aparecer en más de una temporada y confirmando de esa manera que las historias están a cierto punto conectadas: "Es como lo que le ocurrió a Pepper antes de que fuera al manicomio". El 16 de septiembre fue confirmado que Skyler Samuels fue contratada para interpretar a "una chica local que se ve envuelta en una difícil situación". Dicho personaje está contemplado para aparecer en un arco argumental de varios episodios. El 29 de octubre se publicó que una de las alumnas de la serie Lily Rabe aparecerá en la temporada como una artista invitada en el décimo episodio regresando como su personaje la hermana Mary Eunice de Asylum.

## Promoción
El 13 de julio de 2014, se lanzó un video llamado "Ángel caído," que fue reportado por varias fuentes de noticias como un teaser tráiler oficial de Freak Show. El video que presentaba el título de American Horror Story fue eventualmente borrado cuando FX confirmó que se trataba de un fan-made. Antes del debut del fan-made teaser, FX no había estrenado ningún teaser tráiler relacionado con la siguiente temporada.